# Key Tower
Key Tower je mrakodrap postavený v centru města Cleveland. Navrhl jej architekt César Pelli. Má 57 pater a výšku 289 m. Jedná se o nejvyšší budovu v tomto městě, ale i ve státě Ohio a 18. nejvyšší ve Spojených státech. Vrchol budovy je nyjvyšším bodem ve státě, protože překonává nejvyšší vrchol Campbell Hill o 48 metrů. Budova nabízí necelých 140 000 m2 kancelářských prostor, z toho většinu zabírá ústředí firmy Key Bank. Stavba probíhala v letech 1989–1991 a otevření se uskutečnilo v lednu 1992.